# 古尔本岩
古尔本（Goulburn），也称为古尔本冲刷（Goulburn Scour），是埃俄利斯沼地表上的一处岩石露头，位于火星盖尔撞击坑内皮斯谷和埃俄利斯山（“夏普山”）之间，该位置的大致坐标为：4°35′S 137°26′E / 4.59°S 137.44°E。
该露头为质地均匀的砾石砾岩，含有被磨圆、光滑的鹅卵石，偶尔会有数几厘米宽的卵石夹杂在由更细（直径可约1厘米左右）圆形颗粒构成的基质中，它们被解释为河流沉积物，可能由深达脚踝和腰部之间的激流所沉积。这条溪流是一处古老冲积扇的一部分，它从陡峭的盖尔坑坑壁上穿过坑底倾流而下.

## 图集

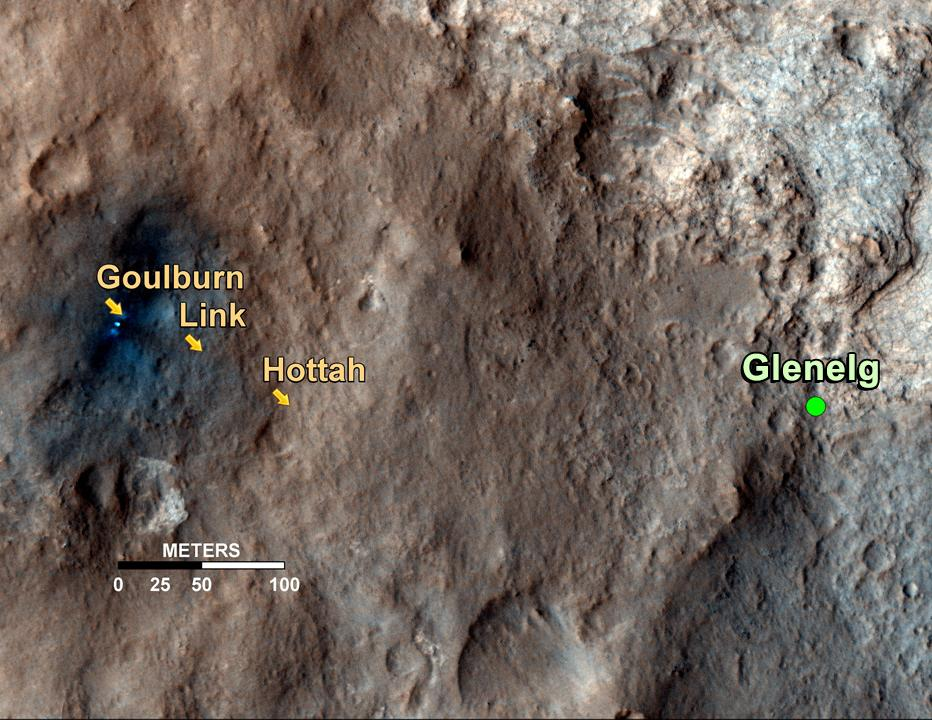
暗示着古河床中“汹涌”激流的“古尔本”、“林克”和“霍塔”岩石露头（2012年9月27日）。
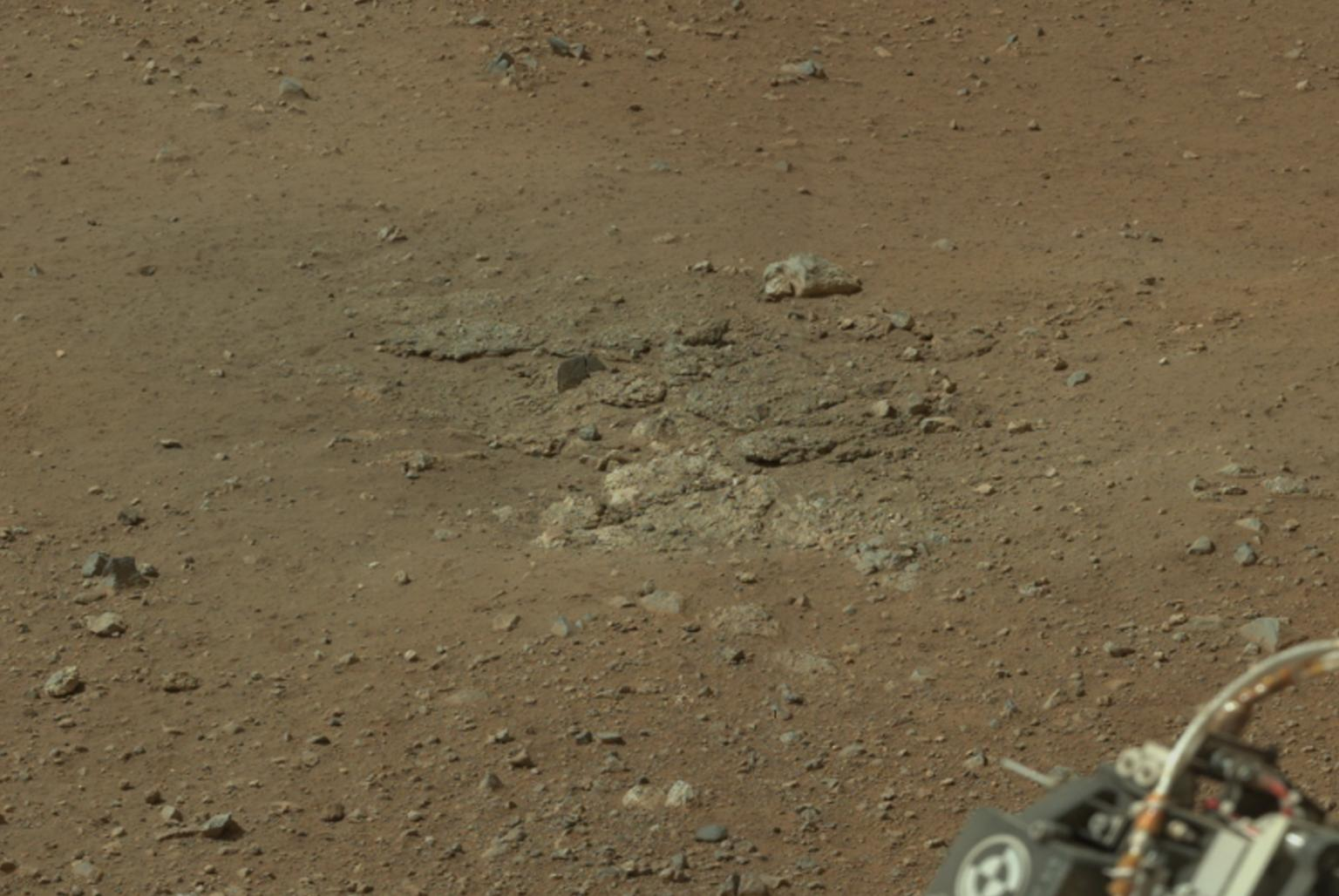
靠近“好奇号”漫游车着陆点（布雷德伯里着陆场）的火星上“古尔本”岩石露头（2012年8月17日）。
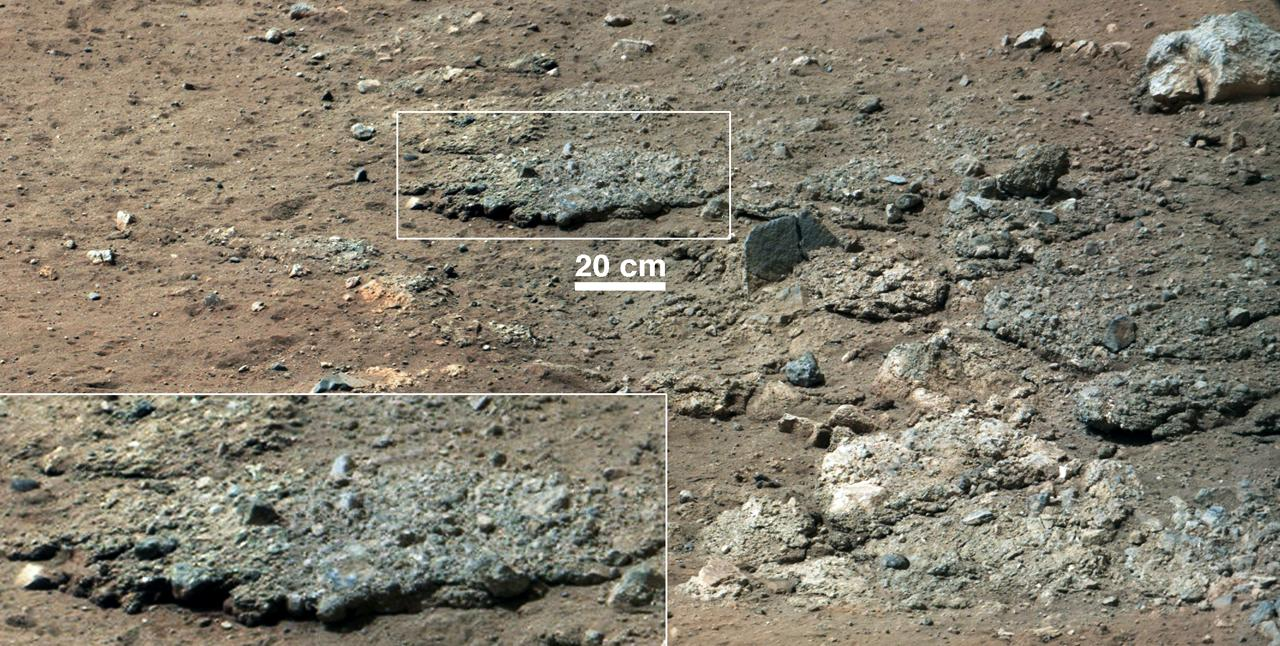
火星上的古老河床-“好奇号”漫游车观察到的“古尔本”岩石露头（2012年8月17日 ）[1][2][3]。
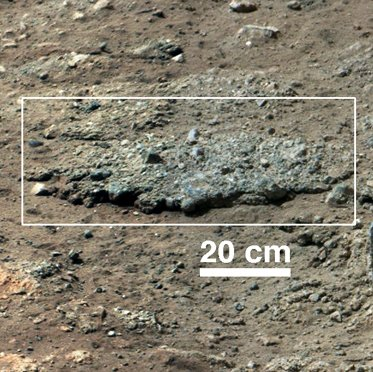
火星上的“古尔本”岩石露头特写（2012年8月17日）。

## 另请查看
- 埃俄利斯区
- 基岩
- 火星地质
- 霍塔
- 林克
- 火星岩石列表
- 岩石露头
- 火星水文